# Úštěk (stacja kolejowa)
Úštěk – stacja kolejowa w Úštěk, w kraju usteckim, w Czechach. Jest ważnym węzłem kolejowym. Znajduje się na wysokości 235 m n.p.m.
Jest  zarządzana przez Správę železnic. Na stacji znajdują się kasy biletowe, na których istnieje możliwość zakupu biletów na wszystkie pociągi w tym międzynarodowe oraz rezerwacji miejsc.

## Linie kolejowe
- 087 Lovosice - Česká Lípa